# Dicranopselaphus variegatus
Dicranopselaphus variegatus is een keversoort uit de familie keikevers (Psephenidae). De wetenschappelijke naam van de soort werd in 1880 gepubliceerd door George Henry Horn.